# Йозеф Гертнер
Йозеф Гертнер (нім. Joseph Gärtner, 12 березня 1732, Кальв — 14 липня 1791, Тюбінген) — німецький ботанік та лікар.

## Біографія
Йозеф Гертнер вивчав медицину у Тюбінгені та Геттінгені. Після закінчення навчання з 1753 до 1756 року подорожував по Голландії, Франції, Італії та Англії.
У 1760 році став професором медицини у Тюбінгені, у 1768 році — професором ботаніки та директором ботанічного саду природно-історичного кабінету Петербурзької Академії наук.
У 1770 році брав участь в експедиції Академії наук на Дон та Волгу. У тому ж році через несприятливий для нього клімат був змушений повернутися у Кальв.
У 1772 році у нього народився син Карл Фрідріх, який згодом став лікарем та ботаніком.
Його найважливішою публікацією є тритомна праця «De Fructibus et Seminibus Plantarum» (1788—1792), в якій Гертнер дав докладний опис плодів та насіння 1259 рослин. Цією працею він заклав основи морфології плодів та насіння. Крім того, він склав словник рослин на шести мовах.
Член Лондонського королівського товариства з 1762 року, почесний член Петербурзької Академії наук з 1771 року.
Йозефа Гертнера не слід плутати з іншим німецьким ботаніком, його сучасником, Готфрідом Гертнером (Gottfried Gärtner, 1754—1825), одним з авторів роботи Oekonomisch-technische Flora der Wetterau (1700—1802). Авторство Готфріда Гертнера в назвах таксонів позначається як G.Gaertn., В той час як авторство Йозефа Гертнер — як Gaertn.

## Почесті
На честь Йозефа Гертнера названо рід Gaertnera Lam. родини Маренові (Rubiaceae).

## Публікації
- «De Fructibus et Seminibus Plantarum» v.1, 1788; v.2, 1791
- «Supplementum Carpologicae», 1805—1807